# Departament d'Ístria
El departament d'Ístria fou un departament del Regne napoleonic d'Itàlia, format l'1 de maig de 1806 com a divisió administrativa del regne. La capital fou Trieste. El 14 d'octubre de 1809 fou annexionat a França com a part de les Províncies Il·liries i va formar les províncies de Trieste i Gorízia. El 15 d'abril de 1811 es va constituir la Intendència d'Ístria que va substituir al departament.